# Europese weg 578
De Europese weg 578 of E578 is een Europese weg die loopt van Sărățel in Roemenië naar Chichiș in Roemenië.

## Algemeen
De Europese weg 578 is een Klasse B-verbindingsweg en verbindt het Roemeense Saratel met het Roemeense Chichis en komt hiermee op een afstand van ongeveer 290 kilometer. De route is door de UNECE als volgt vastgelegd: Sărățel – Reghin – Toplița – Gheorgheni – Miercurea-Ciuc – Sfântu Gheorghe - Chichiș.

## Nationale wegnummers
De E578 loopt over de volgende nationale wegnummers:
| Nummer   | Tracé             |
| Roemenië | Roemenië          |
| -------- | ----------------- |
| 15A      | Sărățel - Reghin  |
| 15       | Reghin – Toplița  |
| 12       | Toplița - Chichiș |